# ラリー・フリント
ラリー・フリント（Larry Flynt、Larry Claxton Flynt, Jr., 1942年11月1日 - 2021年2月10日）は、アメリカ合衆国出身の実業家、雑誌編集者。出版社Larry Flynt Publicationsのトップ。特にポルノ雑誌「ハスラー」を創刊したことで知られている。

## プロフィール

### 生い立ち
1942年11月1日、ケンタッキー州マゴフィン郡でクラックストン・フリント（Claxton Flynt）とエディス・フリント（Edith Flynt）の間に生まれた。弟に1948年生まれのジミー（Jimmy Flynt）がいる。
家庭は非常に貧しく、父親のクラックストンは軍人で第二次世界大戦が終わる1945年までの間母親によって育てられた。1952年、父クラックストンのアルコール中毒が原因で両親が離婚した後は弟は母方の祖母に引き取られ、ラリーは母親に連れられインディアナ州に移るが、母親の交際相手と折り合いが悪かった為わずか2年で父親の住む故郷ケンタッキー州に戻ることとなった。

### 軍歴
1958年、ラリーは父親の元を離れ、15歳であったにもかかわらず誕生日を偽造した証明書を使用して陸軍に入隊した。この頃からポーカーに熱中するようになった。ラリーが入隊した頃は冷戦下であったものの、戦争はなく平和であったため、陸軍は人員整理を行いラリーも除隊されることとなった。
陸軍を去ったラリーは母親のもとへ戻りゼネラルモーターズ系列の工場で働くようになったが、労働組合主導の減産によりわずか3ヶ月で失業したため、再び父親のもとで生活するようになった。このとき短い期間海賊版の売人になったこともあったが、保安官代理が捜査していることを知り足を洗った。
数ヶ月間貯蓄で生活をした後、ラリーは陸軍に戻ることを決意し、再び誕生日を偽造した証明書を使い海軍に入隊した。海軍ではエンタープライズのレーダー担当乗組員となった。1964年7月に退役した。

### バーのオーナーに
退役後、ラリーは1965年の初頭に貯金1800ドルを元手にオハイオ州デイトンに「キーウィー」（Keewee）という名のバーを開業した。経営はすぐに軌道に乗り、週に1000ドルを稼ぎ出すまでに成長し2つのバーをさらに開業した。この頃の彼は1日20時間も働いていたため、気付けのためにアンフェタミンを服用していた。彼の店は全てデイトンの労働者階級の住む地域で開業していたこともあり、たびたび泥酔者のけんかの仲裁を行わなければならなかった。ある時は銃で客を撃ち殺しそうになったこともあった。
このような危険な状況に遭ったためラリーは安いバーではなく新しい高級バーを開業することを考えるようになり、地域で最初のストリップクラブ「ハスラー・クラブ」（Hustler Club）を開業した。
1968年から弟のジミーと当時ガールフレンドで後にラリーの妻となるアルシア・リージャーと共に経営するようになり、オハイオ州のアクロン、 クリーブランド、コロンバス、シンシナティ、トレドにも店を構え年に7万5000ドルから10万ドルも稼ぎ出すようになった。またこの時独身男性向けのタブロイド紙をデイトンにてフランチャイズで約2年間発売していた。加えて自動販売機のレンタル会社も起こしたがこの事業は失敗に終わった。

### ハスラー創刊
1972年3月、ラリーは自身のクラブの情報を掲載することを目的とした「ハスラー・ニュースレター」（Hustler Newsletter）を創刊した。創刊当時は黒白2色刷りの4枚程度の小さな雑誌に過ぎなかったが、客の間で好評を博し2ヵ月後の5月には16ページに増頁、そして1973年の8月には32ページにまで成長した。しかし、1973年の半ばからアメリカの景気が悪化したことによりクラブから客足が遠のきクラブ経営は壊滅的な打撃を被った。そのためラリーはハスラー・ニュースレター事業に軸足を移し、自身の店の宣伝雑誌からアメリカ全土をカバーするポルノ雑誌に転換することを決意した。
そして1974年7月、ポルノ雑誌「ハスラー」（Hustler）を創刊した。創刊に必要な費用はハスラー・クラブの税金として納めるべき資金を充当してしまった。創刊後2～3号はぱっとしなかったもののその後劇的な利益をあげるようになり、経済的苦境を免れることができた。

### 過激な内容
1974年11月にはハスラーは初めて女性器を露にした写真を掲載した。このような過激な雑誌であったため、ラリーは雑誌を出すために雑誌の流通関係者も含め多くの敵を相手にしなくてはならず、市場からハスラーを締め出す圧力もかけられた。
その後間もなく、ラリーはパパラッチから1971年に隠し撮りされたジャクリーン・ケネディ・オナシス（撮影当時41歳）のヌード写真を買取るようもちかけられ、それを1万8000ドルで買取し1975年8月号でこれを掲載した。当然のことながらこの号はアメリカのみならず全世界で注目を集め、発売後たったの2～3日で100万部が売れ、ラリーは一躍ミリオネアとなり豪邸を購入した。

### 銃撃される
1978年3月6日、ジョージア州グイネットにてラリー自身がわいせつ事件の裁判に出廷する際、郡裁判所の付近で待ち伏せされラリーの弁護士ジーン・リーブスとともに銃撃を受けた。
弁護士のリーブスは治療の甲斐もあって回復したが、ラリーはこの銃撃により下半身麻痺の後遺症が残った。その後白人至上主義の連続殺人犯ジョゼフ・フランクリンが襲撃を認める供述を行った。フランクリンは襲撃の理由についてハスラーに黒人と白人が性交している写真を掲載した為であると供述している。ジョセフの供述には不明確なところもありその信憑性を疑う声もあるが、ラリーは彼の供述を信じているというコメントを発表した。
犯人の死刑執行は2013年に行われたが、ラリーは死刑執行の目前「彼に自分と同等の傷を与えてやりたいと思うが、私は彼を殺したいとは思わない」として死刑執行の回避を当局に求めていた。

### 政治的傾向

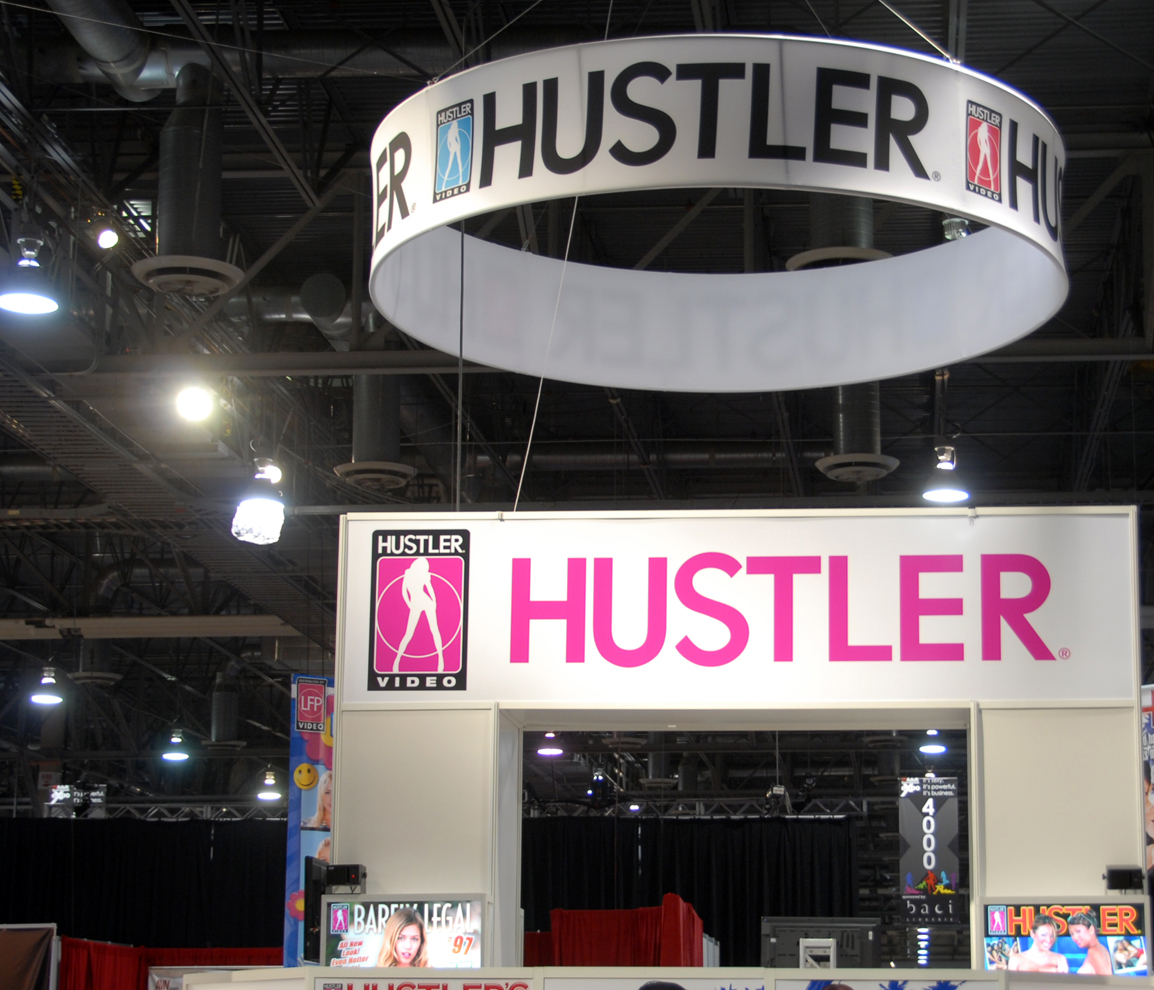
ハスラーのブース

1980年代もハスラーは順調な売り上げを見せた。しかしフリントは、右派のロナルド・レーガンとキリスト教原理主義者、及び保守化したラディカル・フェミニストのポルノ反対団体から激しい非難を浴びるようになった。襲撃事件の後ラリーはキリスト教の信仰を止め、妻とともにロサンゼルスに移った。サンタモニカに居住する。
2017年10月15日、ラリーはワシントンポスト紙にドナルド・トランプ大統領の失脚につながる情報提供者に賞金1000万ドルを贈呈するとの全面広告を出した。「最大の心配事は、気候変動による大災害が起きる前に、トランプが世界核戦争を引き起こしかねないこと」として大統領弾劾に向けた行動を起こすようアピールを行っている。

### 死去
2021年2月10日、ロサンゼルスの自宅で死去した。死因は心不全と見られている。78歳。

## 関連映画
- ミロス・フォアマン監督『ラリー・フリント』（1996年）